# Холи (город, Миннесота)
Холи (англ. Hawley) — город в округе Клей, штат Миннесота, США. На площади 6,4 км² (6,4 км² — суша, водоёмов нет), согласно переписи 2002 года, проживают 1882 человека. Плотность населения составляет 295,3 чел./км².
- Телефонный код города — 218
- Почтовый индекс — 56549
- FIPS-код города — 27-27746[1]
- GNIS-идентификатор — 0644744[2]